# Krema Kawa
Krema Kawa is een Belgische popgroep. De groep werd opgericht in 2003 als El Créme Glace Quès, en vervelde tot Krema Kawa in 2011. Met hun mix van wereldse reggae, ska en vakantiepop spelen ze op veel Europese podia.
In 2012 bracht de Antwerpse groep het debuutalbum En tu casa uit, dat werd geproduceerd door Gambeat (Manu Chao). Met het nummer Mon Quartier had de groep een hit in Spanje.

## Discografie

### Albums
- En tu casa (2012)

### Singles
- Situation (2013)
- We Are Young ft Mike Higbee (2015)
- Bagage ft David Bovée (2015)